# Etrek
Etrek (früher: Gyzyletrek, Bayat-Khadzhi russisch Баят-Хаджи, Kyzyl-Atrek) ist eine Stadt und das administrative Zentrum des Distrikts Etrek Etraby (früher: Gyzyletrek Etraby) in der Provinz Balkan welaýaty in Turkmenistan. Sie liegt am Fluss Etrek (turkmenisch Etrek derýasy) an der Grenze zum Iran. Die Stadt und der Distrikt wurden erst im Dezember 1999 durch die Parlaments-Resolution HM-63 in Etrek umbenannt.

## Etymologie
Soltanşa Atanyyazow geht davon aus, dass der Name „Etrek“ vom türkischen Wort „atrau“ stammt, welches sich auf das Ufer eines Gewässers bezieht. Der Name tauchte erstmals im 13. Jahrhundert in den Werken von Hamdallah Qazvi auf. Das Präfix „gyzyl-“ wurde erst während der Sowjetzeit als Bezug auf die revolutionäre Farbe „Rot“ hinzugefügt. Bis 1928 war die Kommune als Baýat-Hajy bekannt. Nach lokalen Traditionen geht dieser Name zurück auf einen Einwohner, der die Haddsch nach Mekka erfüllt hatte. Allerdings ist Baýat auch der Name eines lokalen Stammes.

## Geographie
Der Ort liegt im Südzipfel von Turkmenistan und am Übergang von der großen Ebene in das Gebirge Gebiet der Provinz Golestan des Iran. Der Fluss Etrek verläuft dort von Norden nach Süden zwischen der Bergschwelle des Khrebet Kuiki (Хребет Куики, Turkmenistan) im Nordwesten mit dem Hochland Kyuyuk Vysoty und dem Kūh-e Qartlejeh (كوه قرتلجه‎, Iran) im Osten. Entlang des Flusstales verläuft auf turkmenischer Seite die Überlandstraße P 15. Im Süden wurde das Reservoir Etrek Suw Howdany ⊙zur Bewässerung angelegt.
Nahegelegene Orte sind Agach-Arvat (4,8 km), Torshakli, Iran (6,3 km), Yasydepe (15,6 km) und Yarymtyk (19,4 km). Es gibt zwar einen Flughafen im Süden der Stadt, Kizyl Atrek Airport, aber keine öffentlichen Flüge.
In Etrek befinden sich Kasernen des Turkmenischen Grenzschutzes (Döwlet Serhet Gullugy, DSG) und eine Zweigstelle der Turkmenischen Einwanderungsbehörde (Türkmenistanyň Döwlet migrasiýa gullugy). Stadt und Distrikt gehören zu den Grenzgebieten Turkmenistans mit besonderen Grenzkontroll-Aufgaben.

### Distrikt
Der Distrikt hat eine Fläche von 13.850 km² und 2000 wurde die Bevölkerung auf 54.000 Einwohner geschätzt.
Administrative Gliederung:
- Große Städte (şäherler)
  - Etrek

- Dorfräte (geňeşlikler)
  - Akýaýla (Akýaýla, Çetli, Güdürolum)
  - Garaagaç (Garaagaç)
  - Gyzylbaýyr (Gyzylbaýyr)
  - Madaw (Madaw)

## Klima
Nach dem Köppen-Geiger-System zeichnet sich Etrek durch ein Wüsten-Klima mit der Kurzbezeichnung BWk aus. Es gibt kühle Winter und heiße Sommer. Regen ist nur gering und schwer vorhersehbar; im Winter generell stärker als im Sommer.
|                       | Jan  | Feb  | Mär  | Apr  | Mai  | Jun  | Jul  | Aug  | Sep  | Okt  | Nov  | Dez |   |      |
| Mittl. Tagesmax. (°C) | 11,2 | 12,9 | 16,8 | 23,4 | 29,6 | 33,9 | 35,6 | 35,2 | 32,0 | 25,6 | 19,4 | 14  | ⌀ | 24,2 |
| Mittl. Tagesmin. (°C) | 1    | 1,6  | 5,3  | 10,7 | 15,5 | 20,2 | 23,0 | 22,8 | 18,8 | 11,9 | 6,8  | 3,3 | ⌀ | 11,8 |
|                       |      |      |      |      |      |      |      |      |      |      |      |     |   |      |
| Niederschlag (mm)     | 23   | 31   | 33   | 21   | 18   | 3    | 4    | 5    | 8    | 14   | 21   | 23  | Σ | 204  |

| 1 |

| 1,6 |

| 5,3 |

| 10,7 |

| 15,5 |

| 20,2 |

| 23,0 |

| 22,8 |

| 18,8 |

| 11,9 |

| 6,8 |

| 3,3 |

| 1 |

| 1,6 |

| 5,3 |

| 10,7 |

| 15,5 |

| 20,2 |

| 23,0 |

| 22,8 |

| 18,8 |

| 11,9 |

| 6,8 |

| 3,3 |